# Ossi Reichert
Rosa »Ossi« Reichert, nemška alpska smučarka, * 25. december 1925, Sonthofen, † 16. julij 2006, Ofterschwang.
Svoj največji uspeh kariere je dosegla na Olimpijskih igrah 1956, ko je postala olimpijska prvakinja v veleslalomu, na Olimpijskih igrah 1952 pa je osvojila naslov podprvakinje v slalomu, obe tekmi sta štela tudi za svetovno prvenstvo.